# Істтаун Тауншип (округ Честер, Пенсільванія)
Істтаун Тауншип (англ. Easttown Township) — селище (англ. township) в США, в окрузі Честер штату Пенсільванія. Населення — 10 984 особи (2020).

## Демографія
Згідно з переписом 2010 року, у селищі мешкало 10 477 осіб у 3848 домогосподарствах у складі 2902 родин. Було 4121 помешкання
Расовий склад населення:
| - 91,2 % — білих - 5,3 % — азіатів - 2,0 % — чорних або афроамериканців - 0,1 % — корінних американців |

До двох чи більше рас належало 1,1 %. Частка іспаномовних становила 2,0 % від усіх жителів.
За віковим діапазоном населення розподілялося таким чином: 28,2 % — особи молодші 18 років, 54,3 % — особи у віці 18—64 років, 17,5 % — особи у віці 65 років та старші. Медіана віку мешканця становила 44,8 року. На 100 осіб жіночої статі у селищі припадало 90,9 чоловіків;  на 100 жінок у віці від 18 років та старших — 87,9 чоловіків також старших 18 років.
Середній дохід на одне домашнє господарство  становив 201 780 доларів США (медіана — 136 415), а середній дохід на одну сім'ю — 243 374 долари (медіана — 183 992). Медіана доходів становила 131 420 доларів для чоловіків та 78 750 доларів для жінок. За межею бідності перебувало 3,1 % осіб, у тому числі 1,8 % дітей у віці до 18 років та 7,3 % осіб у віці 65 років та старших.
Цивільне працевлаштоване населення становило 4755 осіб. Основні галузі зайнятості: освіта, охорона здоров'я та соціальна допомога — 24,9 %, фінанси, страхування та нерухомість — 19,8 %, науковці, спеціалісти, менеджери — 18,9 %.